# Sifrael Wemonche
Sifrael Wemonche (né Fedlyn Valcourt, le 3 septembre 1992 à Cap-Haïtien en Haïti), est un humoriste et acteur haïtien. Il est notamment connu pour ses vidéos sur la plateforme YouTube.

## Biographie

### Jeunesse et vie personnelle
Valcourt est né dans une région appelée "Plaine du Nord" au Cap-Haïtien, (Haïti). Il a fait des études en Sciences informatiques à l'École supérieure d'infotronique d'Haïti (ESIH).
En 2018, Sifrael Wemonche se marie avec Dianie Duré Valcourt, actrice et comédienne haïtienne. Ils ont ensemble un fils, Matheo Ryan Valcourt né le 24 septembre 2019,.

### Carrière
Très jeune, Sifrael Wemonche se découvre des aptitudes pour la comédie et le cinéma. Mais c’est à l’adolescence, en suivant les traces de son père, Fernel Valcourt, que Sifrael tombe en amour avec ce qui allait devenir sa passion: la comédie .
« A seulement six ans, Fedlyn a joué son premier rôle dans la pièce "Abitan demisyone 2", et depuis il a été un acteur régulier dans la troupe Jesifra ».
Lors d'une entrevue avec le média haïtien Loop Haiti, Sifrael a déclaré ceci : « Je me souviens du premier rôle que j'ai joué au Rex théâtre mais je ne me souviens pas de la date. J'avais joué le personnage d'un vendeur de Cola. J'étais très jeune et j'adorais ce que je faisais dès mon jeune âge. J'ai continué avec l'aide de mon père qui m'a beaucoup appris et qui a qui a travaillé avec moi sur la façon de bouger, de parler et surtout avec le ton. Et voilà où je suis aujourd’hui. »
« Avec ses 500k abonnés sur son compte Instagram et 614k sur son compte Facebook, ses réseaux lui permettent de gagner sa vie », rapporte le magazine Mag Haïti.
Sifrael a déjà collaboré avec des personnalités de la comédie, tels que Atys Panch, Sexy, Sheshe, entre autres.